# ストロビロイド説
ストロビロイド説（ストロビロイドせつ、Strobiloid theory）とは、被子植物の花の起源・進化に関する学説で、雄蕊・雌蕊などが多数ある複雑な両性花から、単純な花へ退化的に進化したとする考えである。
ストロビロイド（Strobiloid）とは、Strobil（球果または毬果：マツ科などの花、松ぼっくり）のような形のもの、という意味で、基部（外側）から頂部（中心）に向かって花被（がく・花弁）・雄蕊（小胞子葉）・雌蕊（大胞子葉）がらせん状に配置した、仮説上の原始的な花をいう。
古くは被子植物の花の進化に関して「単純な無花被の花から複雑な花へ」という考えが支配的であり、単純な花からなる花序が退化して苞葉が花被に変化することで、普通の花に進化したとの考えもあった（アドルフ・エングラーらによる偽花説：Pseudanthial theory）。
しかし比較研究から、たとえばブナ科やヤナギ科などはかなり進化したグループで、退化によって単純な花が生じたと考えられているようになり、1970年代以降はストロビロイド説が有力になった。ストロビロイド説は偽花説に対して真花説（Euanthial theory）とも呼ばれる。
現生の植物では、モクレン科、スイレン科、シキミ科など（古くは多心皮類と呼ばれた）の花がストロビロイドに近く、原始的形態と考えられている。また化石植物では、キカデオイデア（裸子植物で、外見はソテツ類に似ているが別系統とされる）がストロビロイドに近い花を持っており、これが被子植物の祖先に近いとする説もある。さらに最近発見された化石被子植物アルカエフルクトゥスは、花被・雄蕊・雌蕊からなる枝を持っており、この枝が縮まればストロビロイドになると考えられる。
1980年前後から数人の分類学者がストロビロイド説を根拠として被子植物の分類体系を提案した。特によく知られるのが、アーサー・クロンキストが1981年に提案したクロンキスト体系である。ここでは双子葉植物の中でモクレン目が最も原始的なグループとして最初に置かれている（コショウ目は単純な無花被花を持つが、モクレン目に近いと考えられている）。
現在ではDNA配列に基づく系統解析が進歩し、APG植物分類体系としてまとめられている。それから見てもモクレン目、スイレン科やシキミ科などは原始的なグループに属し、ストロビロイド説は大まかに見れば正しいと考えられる。
ただし従来原始的と考えられていた植物でもその進化段階は様々であり（例えばモクレン目は単子葉植物よりも前に、キンポウゲ目はその後に分岐したとされる）、また進化段階の進んだグループでは、クロンキストが形態をもとに考えた系統は必ずしも正しくないことが明らかになっている。
またアルカエフルクトゥスの「花」は花序と見るべきとの考えもあり、これはむしろ偽花説的な考え方になる。これに関してコショウ目などの花序の起源についても議論がある（Sokoloff D et al.: Flower-like terminal structures in racemose inflorescences: a tool in morphogenetic and evolutionary research. J Exp Bot.2006;57(13):3517-30.）。